# XVI Premis Goya
La XVIa edició dels Premis Goya (oficialment en castellà: Premios Anuales de la Academia "Goya") va tenir lloc al Palau de Congressos de la ciutat de Madrid (Espanya) el 2 de febrer de 2002 i fa referència a aquelles produccions realitzades el 2001.
La presentació i direcció de la gala va anar a càrrec de l'actriu catalana Rosa Maria Sardà. Fou retransmesa pel Canal+.
La pel·lícula amb més nominacions de la nit fou The Others d'Alejandro Amenábar amb 15, una pel·lícula que finalment aconseguí 7 premis, entre ells millor pel·lícula, director i guió original. La seguiren en nominacions Juana la Loca de Vicente Aranda, que amb 12 nominacions aconseguí 3 premis, entre ells millor actriu per Pilar López de Ayala; i Lucía y el sexo de Julio Médem, que amb 11 nominacions aconseguí 2 premis, millor actriu revelació per Paz Vega i millor música original. La gran perdedora de la nit fou Sin noticias de Dios d'Agustín Díaz Yanes, que amb 10 nominacions no n'obtingué cap.

## Nominats i guanyadors
| Millor pel·lícula | Millor director |
| --- | --- |
| - The Others - Juana la Loca - Lucía y el sexo - Sin noticias de Dios | - Alejandro Amenábar per The Others - Vicente Aranda per Juana la Loca - Julio Médem per Lucía y el sexo - Agustín Díaz Yanes per Sin noticias de Dios |
| Millor actor | Millor actriu |
| - Eduard Fernández per Faust 5.0 - Sergi López per Sólo mía - Tristán Ulloa per Lucía y el sexo - Eusebio Poncela per Intacto | - Pilar López de Ayala per Juana la Loca - Victoria Abril per Sin noticias de Dios - Nicole Kidman per The Others - Paz Vega per Sólo mía |
| Millor actor secundari | Millor actriu secundària |
| - Emilio Gutiérrez Caba per El cielo abierto - Antonio Dechent per Intacto - Gael García Bernal per Sin noticias de Dios - Eduard Fernández per Son de mar | - Rosa Maria Sardà per Sin vergüenza - Elena Anaya per Lucía y el sexo - Najwa Nimri per Lucía y el sexo - Rosana Pastor per Juana la Loca |
| Millor guió original | Millor guió adaptat |
| - Alejandro Amenábar per The Others - Julio Medem per Lucía y el sexo - Agustín Díaz Yanes per Sin noticias de Dios - Joaquim Oristrell, Teresa de Pelegrí, Cristina Rota i Dominic Harari per Sin vergüenza | - Jorge Juan Martínez, Carlos Molinero, Clara Pérez Escrivá i Lola Salvador Maldonado per Salvajes - Ventura Pons i Lluís-Anton Baulenas per Anita no perd el tren - Sigfrid Monleón, Ferran Torrent, Dominic Harari i Teresa de Pelegrí per L'illa de l'holandès - Rafael Azcona per Son de mar |
| Millor director novell | Millor direcció de producció |
| - Juan Carlos Fresnadillo per Intacto - Javier Balaguer per Sólo mía - Víctor García León per Más pena que gloria - Carlos Molinero per Salvajes | - Miguel Ángel González i Emiliano Otegui per The Others - José Luis Jiménez per Intacto - Carlos Bernases per Juana la Loca - Angélica Huete per Sin noticias de Dios |
| Millor actor revelació | Millor actriu revelació |
| - Leonardo Sbaraglia per Intacto - James Bentley per The Others - Biel Durán per Más pena que gloria - Rubén Ochandiano per Silencio roto | - Paz Vega per Lucía y el sexo - Malena Alterio per El palo - María Isasi per Salvajes - Alakina Mann per The Others |
| Millor pel·lícula hispanoamericana | Millor pel·lícula europea |
| - La fuga d'Eduardo Mignogna ( Argentina) - Miel para Oshún d'Humberto Solás ( Cuba) - Perfume de violetas de Marisa Sistach ( Mèxic) - Taxi para tres d'Orlando Lübbert ( Xile) | - Amélie de Jean-Pierre Jeunet ( França) - Billy Elliot de Stephen Daldry ( Regne Unit) - Chocolat de Lasse Hallström ( Regne Unit) - El diari de Bridget Jones de Sharon Maguire ( Regne Unit) |
| Millor fotografia | Millor muntatge |
| - Javier Aguirresarobe per The Others - Xavi Giménez per Intacto - Paco Femenía per Juana la Loca - Kiko de la Rica per Lucía y el sexo | - Nacho Ruiz Capillas per The Others - Teresa Font per Juana la Loca - Iván Aledo per Lucía y el sexo - José Salcedo per Sin noticias de Dios |
| Millor direcció artística | Millor vestuari |
| - Benjamín Fernández per The Others - César Macarrón per Intacto - Josep Rosell per Juana la Loca - Javier Fernández per Sin noticias de Dios | - Javier Artiñano per Juana la Loca - Alberto Luna per Desafinado - José Vico per El espinazo del diablo - Sonia Grande per The Others |
| Millor so | Millor música |
| - Tim Cavagin, Daniel Goldstein, Alfonso Raposo i Ricardo Steinberg per The Others - David Calleja, Daniel Fontrodona i James Muñoz per Juana la Loca - Polo González Aledo, Agustín Peinado, Alfonso Pino i Santiago Thévenet per Lucía y el sexo - José Antonio Bermúdez, Diego Garrido, Pelayo Gutiérrez, Antonio Rodríguez i Nacho Royo per Sin noticias de Dios | - Alberto Iglesias per Lucía y el sexo - José Nieto per Juana la Loca - Bernardo Bonezzi per Sin noticias de Dios - Alejandro Amenábar per The Others |
| Millor maquillatge | Millors efectes especials |
| - Mercedes Guillot i Miguel Sesé per Juana la Loca - Ruth García i Concha Martí per Buñuel y la mesa del rey Salomón - Manuel García, Ana Lozano i Antonio Panizza per Sin noticias de Dios - Ana López Puigcerver i Belén López Puigcerver per The Others | - Reyes Abades, José María Aragonés, Carlos Martínez, Ana Núñez i Antonio Ojeda per Buñuel y la mesa del rey Salomón - Reyes Abades, Carmen Aguirre, David Martí, Alfonso Nieto, Montse Ribé i Emilio Ruiz per El espinazo del diablo - Félix Bergés, Pau Costa, Carlos Martínez, Ana Núñez, Antonio Ojeda i Raúl Romanillos per Intacto - Félix Bergés, Derek Langley, Pedro Moreno, Rafael Solórzano per The Others |
| Millor cançó | Millor curtmetratge de ficció |
| - Luz Casal i Pablo Guerrero per El bosque animado, sentirás su magia (Tu bosque animado) - Olga Román per El cielo abierto (Again) - Eusebio Bonilla i Clara Montes per Sólo mía (Sólo mía) - Joaquín Sabina per Torrente 2: Misión en Marbella (Semos diferentes)                                                                                                  | - Desaliñada de Gustavo Salmerón - Bamboleho de Luis Prieto Yanguas - La mirada obliqua de Jesús Monllaó i Plana - La primera vez de Borja Cobeaga - V.O. d'Antonia San Juan |
| Millor pel·lícula documental | Millor curtmetratge d'animació |
| - En construcció de José Luis Guerín - Asesinato en febrero d'Eterio Ortega Santillana - Extranjeros de sí mismos de José Luis López-Linares i Javier Rioyo - Els nens de Rússia de Jaime Camino | - Pollo de Manuel Sirgo González - El aparecido de Diego Agudo - La col·lecció de Dídac Bono - W.C. de Daniel Martínez Lara |
| Millor pel·lícula d'animació | Goya d'honor |
| - El bosque animado, sentirás su magia de Manolo Gómez i Ángel de la Cruz - La leyenda del unicornio de Maite Ruiz de Austri - Manuelita de Manuel García Ferré - Un perro llamado dolor de Luis Eduardo Aute | - Juan Antonio Bardem (director i guionista) |